# Eremon mycerinoides
Eremon mycerinoides là một loài bọ cánh cứng trong họ Cerambycidae.